# Гатиятов, Марат Мирхатимович
Мара́т Мирхати́мович Гатия́тов  (род. 12 октября 1985, Октябрьский, Башкирская АССР РСФСР, СССР) — российский спидвейный гонщик. Обладатель Кубка России в парном зачёте, четырежды вице-чемпион России в командном зачёте. Кандидат в мастера спорта России.

## Клубная карьера
Племянник известного спидвейного гонщика и тренера Равиля Гатиятова, двоюродный брат гонщика Руслана Гатиятова.
Является воспитанником школы октябрьского спидвея, где и провёл первые юниорские гонки, однако в КЧР дебютировал в 2003 г. в составе команды СТМК Турбина. В следующем 2004 году вернулся в октябрьский клуб Лукойл, за который выступал по  2007 год. С "Лукойлом" трижды стал вице-чемпионом страны во взрослом зачёте и трижды выиграл юниорское первенство. В 2006 стал обладателем Кубка России вместе с Денисом Гизатуллиным и Максимом Калимуллиным.
В 2008 году октябрьский клуб не смог заявиться в чемпионат страны, в результате чего многие гонщики бывшего "Лукойла" перешли в другие клубы. Марат Гатиятов сезон 2008 провёл в балаковском СК «Турбина», сезон 2009 – в клубе «Восток» из Владивостока.
С 2010 прекратил участие в спидвейных гонках, но в 2014-2015  гг. вернулся на трек, принимая участие в мемориальных гонках, в 2017 году вновь вернулся в КЧР.
Провёл также два сезона во второй польской лиге.

### Среднезаездный результат
| Лига        | 2003               | 2004         | 2005         | 2006         | 2007             | 2008          | 2009         | 2017              | 2018              | 2019           | 2020           | 2021           | 2022     | 2023     |
| ----------- | ------------------ | ------------ | ------------ | ------------ | ---------------- | ------------- | ------------ | ----------------- | ----------------- | -------------- | -------------- | -------------- | -------- | -------- |
| Флаг России | 1,304 СТМК Турбина | 0,923 Лукойл | 1,677 Лукойл | 2,130 Лукойл | 2,113 Лукойл     | 1,000 Турбина | 0,700 Восток | 1,386 Октябрьский | 1,391 Октябрьский | 1,273 Башкирия | 2,016 Башкирия | 2,200 Башкирия | Башкирия | Башкирия |
| (II)        | -                  | -            | -            | -            | 1,438 КСМ Кросно | 1,333 Ожель   | -            | -                 | -                 | -              | -              | -              | -        | -        |

## Достижения
| - Чемпионат России по спидвею среди юниоров до 21 года: в личном зачёте — 3 место (2006) в командном зачёте — 1 место (2003, 2004, 2006) в парном зачёте — 1 место (2006) - Чемпионат России по спидвею в командном зачёте — 2 место (2004, 2005, 2006, 2009), 3 место (2008) в парном зачёте — 1 место (2006, 2019), 2 место (2007, 2021), 3 место (2017) | На международных соревнованиях Юниорские соревнования КЧМЮ — 3 место в ½ финала (2006) Взрослые соревнования ЛЧЕ — 12 место в ½ финала (2007), 5 место в ½ финала (2018) ПЧЕ — 3 место (2007, участвовал только в ½ финала) Прочие соревнования Мемориал Рината Марданшина – 2 место (2007, 2015, Октябрьский ) Чемпионат Башкортостана – 1 место (2007, Октябрьский ) |  |